# Мазниця

Мазниця. Полтавська область

Мазниця (зменшене — мазничка) — посудина для дьогтю, яким змазували рухомі металеві частини коліс, воріт, дверей і т. ін.

## У літературі
Така біла, як мазниця (М. Номис); Нате і мою мазничку на дьоготь (П. Чубинський).

## Див.також
- Мала Мазниця

## Галерея

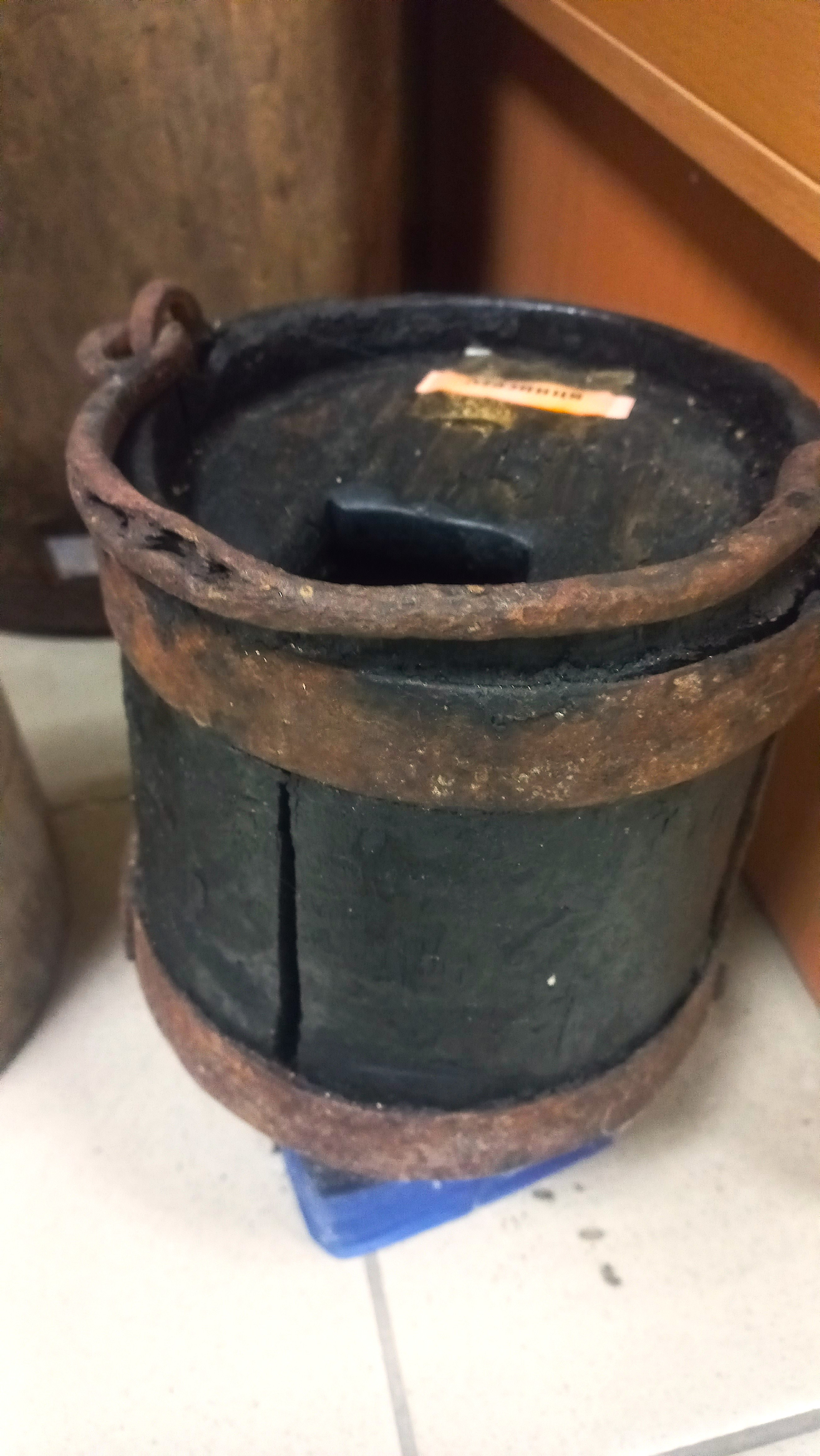
Мазниця, Недригалій Сумщина